# Jens-Paul Wollenberg
Jens-Paul Wollenberg (* 18. Januar 1952 in Speyer) ist ein in Leipzig lebender Sänger, Dichter und Vortragskünstler.
Mit drei Jahren zog er mit seiner Mutter 1955 nach Gernrode und 1959 nach Quedlinburg. Er lernte Koch und arbeitete in der Gastronomie, später als Requisiteur im Theater und als Briefträger.
Seit den 1970er Jahren gehörte er verschiedenen Musikgruppen an, die alle von den DDR-Behörden verboten wurden. Stationen seines künstlerischen Werdegangs waren die Gruppen Vin rouge (ab 1976), Quitilinga (1978), Gevattern-Kombo (1981) und weitere Ensembles unter ständig wechselnden Namen, um die DDR-Kulturfunktionäre zu verwirren. Seit 1990 lebte er mit seiner Lebensgefährtin, der Malerin und bekennenden Straßenmusikerin Uta Pilling, in Leipzig. Mit Aquarellen und Zeichnungen hatte er in der Wendezeit einige Ausstellungen. Er war mehrfach Teilnehmer der DDR-offenen Chansontage im Kloster Michaelsstein und am illegalen Songwritertreffen Ringelfolk in der Ringelnatzklause Wurzen und gehört zur Leipziger Liederszene.
Nach der Wende gründete er die Jazz-Rock-Folk-Band Wahdi el Ahana (1990) und die Band Pojechaly (1993). Er initiierte 1996 die Konzertreihe "Ostwind" in der naTo, in der osteuropäische Musikkultur präsentiert wird. Er arbeitet seit 1990 mit der Leipziger Multi-Instrumentalistin Ingeborg Freytag („Freytag&Wollenberg“, 2005) zusammen, mit der Leipziger Folksessionband (1998), dem Funkner-Quartett(1998) und der Gruppe Der Singende Tresen (2003). In szenischen Lesungen rezitiert er Texte von Kafka, Schiller und anderen. 2003 erschien sein erstes Buch Die Geschichte vom einsamen Selb.
Sein neues Projekt ex.ces verbindet die Lyrik von François Villon und Louis Aragon mit der Musik der Worldmusic-Jazz-Rock-Band chelesta.

„Der Künstler reiht kleine, apokalyptische Alptraumgeschichten zu einer morbiden Kette düsterer, größtenteils gereimter Traktate voller Tod und Verderbnis, Liebe, Sünde, Spott und Verfall. Aus so mancher Zeile des Autorenteams Wollenberg/Uta Pilling ließe sich gar ein schier unüberwindlicher Ekel vor der Welt herauslesen, wäre nicht nahezu jede gewollt-pathetische Geste geprägt von einer unübersehbaren Lust am Spiel, Lust am Leben, Lust an dieser Welt.“

## Disko- und Bibliografie
- 1988 „Die Schimmelblume“, Studio Schmidt oder so, Leipzig, Magnitisdat
- 1991 „Razzia im Paradies“ mit Wahdi Al Ehana, RUM Records
- 1994 „Ein Wrack im Frack“ mit Pojechaly, Loewenzahn Verlag, Leipzig
- 1997 „Alptraum Arche“ mit Pojechaly, Loewenzahn Verlag, Leipzig
- 1998 „Sag niemals Tango“ mit dem Funkner-Quartett, Loewenzahn Verlag, Leipzig
- 1998 „Lieder der 1848er Revolution“ mit der Leipziger Folksessionband
- 1998 „Räuber- und Wilddiebsgesänge“ mit der Leipziger Folksessionband
- 2003 „Die Geschichte vom einsamen Selb“, Fünf Finger Ferlag, Leipzig
- 2005 „Zahn um Zahn“ (mit ex.ces), Raumer Records, Berlin
- 2012 „Die 7-Schläfer sind erwacht“ mit Pojechaly, Raumer Records, Berlin
- 2018 „L.E.IPZIGER LIEDERSZENE der 1980er Jahre“, CD/DVD und Buch. Beteiligung. Loewenzahn/RUM Records. Leipzig 2018.